# Harry Hoijer
Harry Hoijer (6 settembre 1904 – 11 marzo 1976) è stato un antropologo e linguista statunitense.

## Biografia
Ha lavorato principalmente su lingue e culture athabaskan. Ha inoltre documentato la lingua tonkawa, che ora è estinta. Le poche opere di Hoijer costituiscono la maggior parte del materiale su questa lingua. Hoijer era un allievo di Edward Sapir.
Egli ha contribuito notevolmente alla documentazione delle lingue athabaska della costa meridionale e del Pacifico e alla ricostruzione del proto-athabaskan. Harry Hoijer ha raccolto un gran numero di preziose note sul campo su molte lingue athabaska, che sono inedite. Alcuni dei suoi appunti su Apache Lipan e la lingua Tonkawa sono andati perduti.
Hoijer ha coniato il termine "ipotesi di Sapir-Whorf".

## Opere
- [Beals, Ralph L].; & Hoijer, Harry. (1953). An introduction to anthropology. New York: Macmillan Company. (riedito nel 1959, 1965 e 1971).
- Hoijer, Harry. (1933). Tonkawa: An Indian language of Texas. New York: Columbia University. (Extract from Handbook of American Indian languages, Vol. 3).
- Harry Hoijer, The southern Athapaskan languages, in American Anthropologist, vol. 40, n. 1, 1938,  pp. 75-87, DOI:10.1525/aa.1938.40.1.02a00080.
- Harry Hoijer, Chiricahua loan-words from Spanish, in Language, vol. 15, n. 2, 1939,  pp. 110-115, DOI:10.2307/408729, JSTOR 408729.
- Harry Hoijer, Pitch accent in the Apachean languages, in Language, vol. 19, n. 1, 1943,  pp. 38-41, DOI:10.2307/410317, JSTOR 410317.
- Hoijer, Harry. (1945). Navaho phonology. University of New Mexico publications in anthropology, (No. 1).
- Harry Hoijer, Classificatory verb stems in the Apachean languages, in International Journal of American Linguistics, vol. 11, n. 1, 1945,  pp. 13-23, DOI:10.1086/463846.
- Harry Hoijer, The Apachean verb, part I: Verb structure and pronominal prefixes, in International Journal of American Linguistics, vol. 11, n. 4, 1945,  pp. 193-203, DOI:10.1086/463871.
- Hoijer, Harry.  (1946).  Chiricahua Apache.  In C. Osgood (Ed.), Linguistic structures in North America.  New York: Wenner-Green Foundation for Anthropological Research.
- Harry Hoijer, The Apachean verb, part II: The prefixes for mode and tense, in International Journal of American Linguistics, vol. 12, n. 1, 1946,  pp. 1-13, DOI:10.1086/463881.
- Harry Hoijer, The Apachean verb, part III: The classifiers, in International Journal of American Linguistics, vol. 12, n. 2, 1946,  pp. 51-59, DOI:10.1086/463889.
- Harry Hoijer, Linguistic and cultural change, in Language, vol. 24, n. 4, 1948,  pp. 335-345, DOI:10.2307/410353, JSTOR 410353.
- Harry Hoijer, The Apachean verb, part IV: Major form classes, in International Journal of American Linguistics, vol. 14, n. 4, 1948,  pp. 247-259, DOI:10.1086/464013.
- Harry Hoijer, The Apachean verb, part V: The theme and prefix complex, in International Journal of American Linguistics, vol. 15, n. 1, 1949,  pp. 12-22, DOI:10.1086/464020.
- Harry Hoijer, Cultural Implications of Some Navaho Linguistic Categories, in Language, vol. 27, n. 2, 1951,  pp. 111-120, DOI:10.2307/410424, JSTOR 410424.
- Harry Hoijer, Athapaskan kinship systems, in American Anthropologist, vol. 58, n. 2, 1956,  pp. 309-333, DOI:10.1525/aa.1956.58.2.02a00080.
- Harry Hoijer, The Chronology of the Athapaskan languages, in International Journal of American Linguistics, vol. 22, n. 4, 1956,  pp. 219-232, DOI:10.1086/464374.
- Hoijer, Harry. (1963). The Athapaskan languages. In H. Hoijer (Ed.), Studies in the Athapaskan languages (pp. 1–29). Berkeley: University of California Press.
- Harry Hoijer, Navaho, in Lingua, vol. 17, 1–2, 1966,  pp. 88-102, DOI:10.1016/0024-3841(66)90005-2.
- Harry Hoijer, Galice Athapaskan: A Grammatical Sketch, in International Journal of American Linguistics, vol. 32, n. 4, 1966,  pp. 320-327, DOI:10.1086/464921.
- Harry Hoijer, Navaho Reference Verbs and Verb Expressions Made Up of Two Verb Forms, in International Journal of American Linguistics, vol. 34, n. 3, 1968,  pp. 176-182, DOI:10.1086/465011.
- Harry Hoijer, Internal Reconstruction in Navaho, in Word, vol. 25, 1–3, 1969,  pp. 154-159, DOI:10.1080/00437956.1969.11435565.
- Hoijer, Harry. (1970). A Navajo lexicon. University of California Publications in Linguistics (No. 78). Berkeley: University of California Press.
- Hoijer, Harry.  (1971).  Athapaskan morphology.  In J. Saywer (Ed.), Studies in American Indian languages (pp. 113–147).  University of California publications in linguistics (No. 65).  Berkeley: University of California Press.
- Hoijer, Harry. (1971). The position of the Apachean languages in the Athpaskan stock. In K. H. Basso & M. E. Opler (Eds.), Apachean culture history and ethnology (pp. 3–6). Tucson: University of Arizona Press.
- Hoijer, Harry. (1971). “Patterns of Meaning in Navaho.” In Themes in Culture. (eds. Zamora, Mario; Mahar, J.M.; and Orenstein, Henry.). Quezon City: Kayumanggi Publishers. 227–237.
- Harry Hoijer, The history and customs of the Lipan, as told by Augustina Zuazua, in Linguistics, vol. 161, n. 161, 1975,  pp. 5-38, DOI:10.1515/ling.1975.13.161.5.
- Hoijer, Harry; & Opler, Morris E.  (1938).  Chiricahua and Mescalero Apache texts.  The University of Chicago publications in anthropology; Linguistic series.  Chicago: University of Chicago Press.  (Reprinted 1964 by Chicago: University of Chicago Press; in 1970 by Chicago: University of Chicago Press; & in 1980 under H. Hoijer by New York: AMS Press, ISBN 978-0-404-15783-8).
- Morris E. Opler e Harry Hoijer, The raid and war-path language of the Chiricahua Apache, in American Anthropologist, vol. 42, n. 4, 1940,  pp. 617-634, DOI:10.1525/aa.1940.42.4.02a00070.

## Opere inedite
- Hoijer, Harry (Ed.). (1954). Language in culture: Conference on the interrelations of language and other aspects of culture. Chicago: University of Chicago Press.
- Hoijer, Harry (Ed.). (1963). Studies in the Athapaskan languages. University of California publications in linguistics (No. 29). Berkeley: University of California Press.
- Sapir, Edward, & Hoijer, Harry. (1967). Navaho texts. William Dwight Whitney series, Linguistic Society of America.
- Sapir, Edward, & Hoijer, Harry. (1967). Phonology and morphology of the Navaho language. Berkeley: University of California Press.
- Hoijer, Harry. (n.d.). Chiricahua Apache stems. [manoscritto non pubblicato].
- Hoijer, Harry. (n.d.). Mescalero Apache stems. [manoscritto non pubblicato].